# علی نقی (نقاش)
علی نقی نقاش ایرانی و فرزند نقاش شیخ عباسی است. 

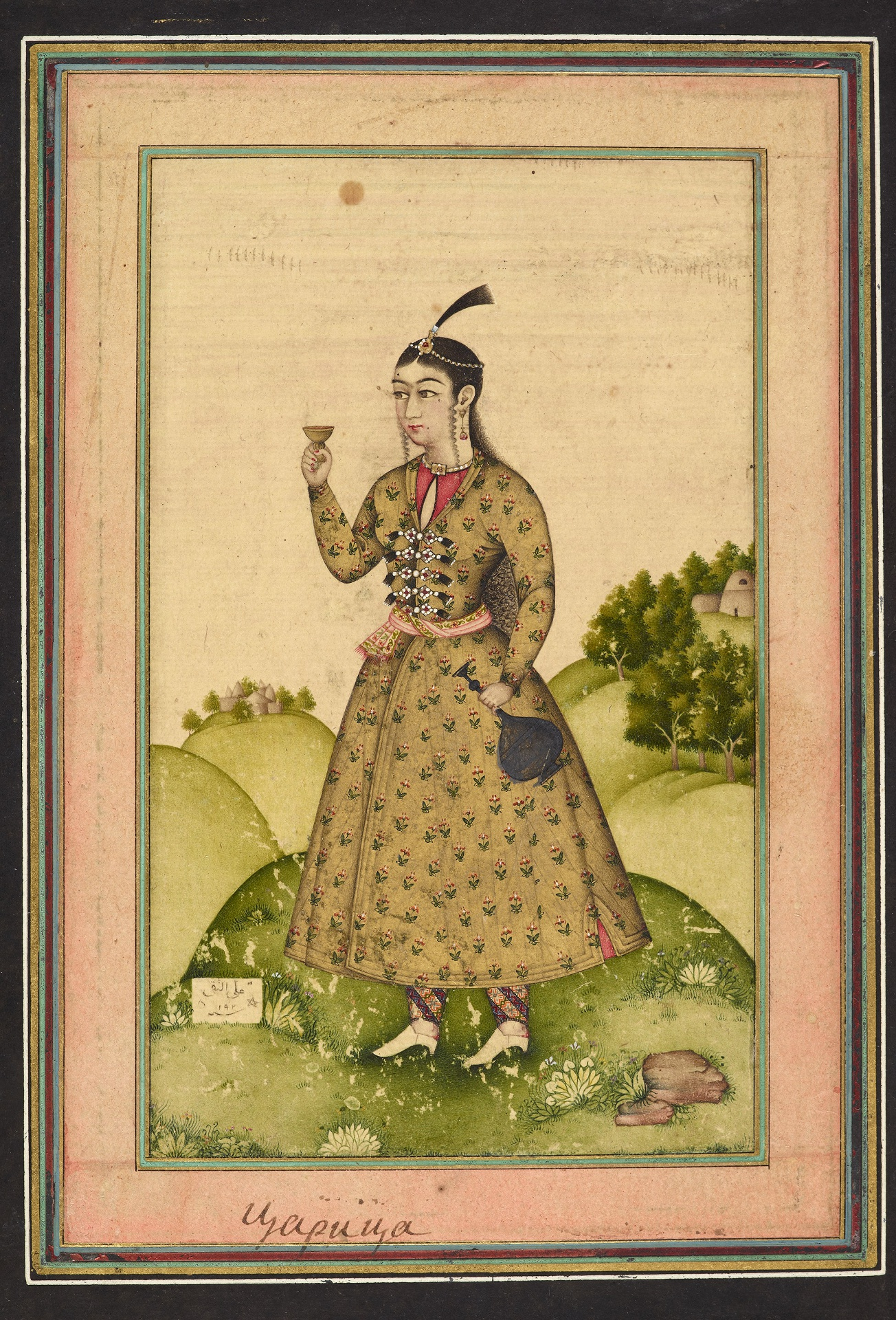
نگاره زنی با جام اثر علی نقی، ۱۶۸۱، موزه ارمیتاژ سن پترزبورگ

برادرش محمد تقی نیز نقاش است. این خانواده با سبک خاصی از نقاشی ایرانی قرن ۱۷ میلادی که ویژگی‌های سنتی را با عناصر اروپایی یا حتی هندی آمیخته است. علی نقی در زمان حاکمان صفوی زندگی می‌کرد، اما تقریباً چیزی از زندگی او در دست نیست. امضای او در هفت مینیاتور او که بین سال‌های ۱۶۸۱ تا ۱۷۰۰ قابل مشاهده است. بر روی سه مینیاتور از یک نسخه دست‌نویس از کتاب شاهان که در پایان قرن هفدهم مصور شده است، «علی نقی پسر شیخ عباسی» را نشان می‌دهد. کارشناس هنر ایرانی، بی. رابینسون تأثیر نقاشی اروپایی و نقاشی مغول را می‌بیند؛ بنابراین مینیاتور زن مقابل آینه (۱۶۹۵) نمونه ای است، مانند مینیاتوری که نشان دهنده پرنده (۱۷۰۰) نقاشی شده بر روی چوبی که در موزه باستان‌شناسی تهران قابل مشاهده است. همین امر در مورد زن مینیاتوری با جام (۱۶۸۱) که در ارمیتاژ در سن پترزبورگ است صادق است.
کارشناسان مشاهده می‌کنند که علی نقی راه پدرش را در شیوه خلاقانه خود دنبال کرد. این امر در مینیاتور زن جام دار که به مد ایرانی اصفهان در دهه ۱۶۸۰ پوشیده شده است نمایان است. پس زمینه ای که نمایانگر منظره ای از تپه هاست، به همان شیوه و بر اساس تکنیکی که از ویژگی‌های پدرش بود، نقاشی کرده است.